# Anne Britt Kilviková
Anne Britt Kilviková (nepřechýleně Anne Britt Kilvik; * 1968) je norská novinářka a fotografka.

## Životopis
Anne Britt Kilviková se narodila v roce 1968. Od roku 2018 pracuje v Bergens Tidende a dříve pracovala v redakci Klassekampen.